# Cuieșd (okręg Bihor)
Cuieșd – wieś w Rumunii, w okręgu Bihor, w gminie Brusturi. W 2011 roku liczyła 440 mieszkańców.